# Ceel Qoxle
Ceel Qoxle (ook: Ceel-Qooxle, El Qoxle, El Coholle) 

is een dorp in het district Ceel Buur in de regio Galguduud in Centraal-Somalië.
Ceel Qoxle ligt 340 km ten noordoosten van Mogadishu langs de hoofdweg van Dhusamarreeb naar Ceel Buur (El Bur), ruim 21 km ten noorden van Ceel Buur en 78 km ten zuiden van Dhusamarreeb. Het vlakke en aride gebied is relatief dunbevolkt en wordt gebruikt voor nomadische veeteelt. Het dichtstbijzijnde dorp is Maalin Nuqur (14,6 km). Er staat een zendmast in het dorp (zie hier).
Op 25 maart 2014 was Ceel Qoxle het toneel van hevige gevechten tussen Al-Shabaab en de Afrikaanse Vredesmacht AMISOM, toen deze laatste vanuit Dhusamarreeb naar het zuiden oprukte om Ceel Buur te bevrijden van de heerschappij van de Islamitische terreurgroep. Bij Ceel Qoxle had Al-Shabaab zich ingegraven en volgde een urenlang vuurgevecht. Een dag later werd Ceel Buur bevrijd. De gevechten maakten deel uit van "Operation Eagle", een gemeenschappelijk offensief van AMISOM en het somalische regeringsleger in het voorjaar van 2014, bedoeld om terrein te heroveren op Al-Shabaab.

## Klimaat
Ceel Qoxle heeft een heet en droog steppeklimaat. De gemiddelde jaartemperatuur is 28,1 °C. April is de warmste maand, gemiddeld 29,9 °C; januari is het koelste, gemiddeld 26,9 °C. De jaarlijkse regenval bedraagt ca. 206 mm (ter vergelijking: Nederland ca. 800 mm). Er zijn twee duidelijke droge seizoenen: van december t/m maart en juni t/m september, en twee regenseizoenen, april-mei (de zgn. Gu-regens) en oktober-november (de zgn. Dayr-regens). April en mei zijn het natst: in die 2 maanden valt de helft van de jaarlijkse neerslag. Overigens kan de neerslag sterk fluctueren van jaar tot jaar.